# Yakub Çelebi
 (avril 2019).
Si vous disposez d'ouvrages ou d'articles de référence ou si vous connaissez des sites web de qualité traitant du thème abordé ici, merci de compléter l'article en donnant les références utiles à sa vérifiabilité et en les liant à la section « Notes et références ».
Pour les autres seigneurs portant le même titre, voir Çelebi.
Yakub Çelebi, né vers 1359 à Bursa et mort le 15 juin 1389 à Kosovo, que l'on trouve aussi sous les graphies Yakoub ou Yacoub, était l'un des quatre fils de Mourad Ier, le troisième sultan ottoman.
Il eut également deux sœurs, Nefise Hatun et Sultan (ou Fulane ?) Hatun. Le titre de Çelebi [prononcé Tchélébi], équivalent à seigneur, était donné à tous les fils du Sultan, et parfois celui de Bey, comme celui d’Hatun [prononcé Atoun], dame (cf. Khatoun), l'était à ses filles, et plus généralement aux femmes nobles.

## Histoire
Nous savons assez peu de chose sur Yakub. Dans son Histoire de l'Empire ottoman, Joseph de Hammer nous apprend que Yakub participa activement aux campagnes militaires de son père. Pour calmer l'agitation d'Alaeddin, prince de Karamanie, fils et successeur de Yakhschi-Beg, Murat Ier lui donna sa fille Nefisé Hatun pour femme. Mais l'accalmie fut de courte durée, et le Sultan ottoman dut prendre les armes contre son gendre. Hammer écrit: C'est dans la plaine d'Iconium qui, deux siècles auparavant, avait été le théàtre de la victoire des croisés sur les Seldjoukides, que les armées ottomanes et karamanes se rencontrèrent pour la première fois. Le sultan rangea lui-même ses troupes en bataille. Il confia le commandement de l'aile droite à son fils Yakoub, celui de l'aile gauche au prince Bayezid, celui de l'arrière-garde à Timourtaseh, et lui-même se plaça au centre avec toute sa cavalerie, que précédaient les janissaires et les azabs. Yacoub était entouré des généraux Saroudjé-Pascha, Balabanbeg, Eliasbeg, Moustedjab-beg et des autres chefs des troupes asiatiques…
En juin 1389, Yakub participa également à la bataille de Kosovo Polié, qui lui fut fatale. Hammer: Yakoub, second fils de Mourad, prince dont la valeur avait contribué, non moins que celle de Bayezid, à fixer la victoire dans les rangs des Ottomans, était par cela même suspect à son frère Bayezid, devenu souverain d'un vaste empire et maître absolu de la vie de ses sujets. N'ignorant pas que la valeur de Yakoub lui avait concilié l'affection d'une partie de ses troupes et ne le considérant plus que comme le premier de ses esclaves, Bayezid, quelques heures après avoir pris possession du trône, le fit arrêter et mettre à mort « pour se conformer, dit l'historiographe de l'empire, à cette maxime du Coran: La révolte est pire que les exécutions; il devait prévenir, ajoute le même écrivain, les effets du mauvais exemple donné jadis par Saoudji, dont la révolte avait menacé le repos de l'empire, et il était nécessaire d'éloigner ceux qui pouvaient être tentés de l'imiter.»
Savci, en effet, s'était révolté contre son père, en s'alliant en 1374 à Andronic, fils de Jean V Paléologue, qui lui-même se soulevait contre son père. Hammer: Andronicus, irrité de cette préférence [Jean Paléologue chargea Théodore, le troisième de ses quatre fils, d'aller prendre possession du gouvernement de Sparte et du territoire qui lui revenait de droit par la mort récente des héritiers de Cantacuzène, résolut de se venger. II trouva dans Saoudji, fils de Mourad, une conformité de sentimens et de caractère, qui établit bientôt entre eux une étroite liaison. Tous deux étaient dévorés par une ardente ambition et animés d'une égale haine contre les auteurs de leurs jours. Tandis que le sultan était occupé à réprimer une révolte en Asie, et que Jean Paléologue oubliait à Byzance les dangers de sa situation, Saoudji, qui avait provisoirement le commandement de toutes les forces ottomanes en Europe, et l'ambitieux Andronicus conspiraient tous deux contre leurs pères. Mal en prit à Savci car, irrité, son père lui fit crever les yeux et le fit ensuite décapiter. 

## Littérature
Ce prince inspira un petit roman, Jacob Xalabín, à un auteur catalan anonyme à la charnière du XIVe et du XVe siècle, qui semble avoir bien connu l'histoire et la civilisation turques contemporaines. Plusieurs indices donnent à penser que cet auteur était probablement l'un des descendants de ces Catalans qui participèrent à l'expédition en Orient des Almogavres, et qui occupèrent le duché d'Athènes jusqu'en 1390.